# 李培伦
李培伦（1921年2月4日—），云南省呈贡县古城乡人，中华人民共和国政治人物。

## 生平
先后在昆明省立昆华女子中学附属小学、耀龙电力公司工作，后参加岳世华组织的“五九”读书社，加入中共地下外围组织新民主主义青年联盟。1946年7月，加入了中国共产党。1948年10月，中共昆明市委书记陈盛年派遣李培伦、魏文才、王维人到沧源开展革命工作，与沧源岩帅佤族上层头人进行沟通。
1949年2月，李培伦等人转移到双江德胜乡，与当地浦世民合作起事，成功攻占德胜乡公所，后起义队伍被编入迤南边区人民自卫军第一支队建制。到达缅宁后，李培伦被任命为缅宁专员公署秘书长。缅宁县人民政府成立后，李培伦又被任命为副县长。一支队奉命撤往思普一带后，李培伦担任沧源县人民政府副县长。1950年，供职于中共西双版纳州工委，担任孟连自治县工委副书记。1958年12月，被错划为右派。1978年恢复公职，1979年彻底平反，恢复中共党籍，1979年5月至1982年3月，出任中共思茅地区林业局党委副书记兼局长。1986年5月离休。